# Proyecto saguaro
El Proyecto Saguaro, también conocido como Saguaro Energía o Terminal de GNL de Saguaro Energía es una iniciativa desarrollada por Mexico Pacific Limited para construir una terminal de exportación de gas natural licuado (GNL) en Puerto Libertad, Sonora, México. Con una capacidad planificada de 15 millones de toneladas anuales en su fase inicial, el proyecto busca aprovechar la proximidad a la Cuenca Pérmica de Texas para ofrecer una ruta de exportación más directa y eficiente hacia los mercados asiáticos, evitando el tránsito por el Canal de Panamá. Además de la terminal, el proyecto incluye el desarrollo de infraestructura complementaria, como gasoductos (por ejemplo, el Gasoducto Sierra Madre) que aseguran el suministro de gas natural desde Estados Unidos hasta la planta. Saguaro se posiciona como un elemento clave en la estrategia de exportación de GNL de la región, aunque ha generado controversia debido a sus posibles impactos ambientales y sociales, lo que ha impulsado debates entre actores económicos, autoridades y grupos ecologistas.

## Antecedentes

### Golfo de California

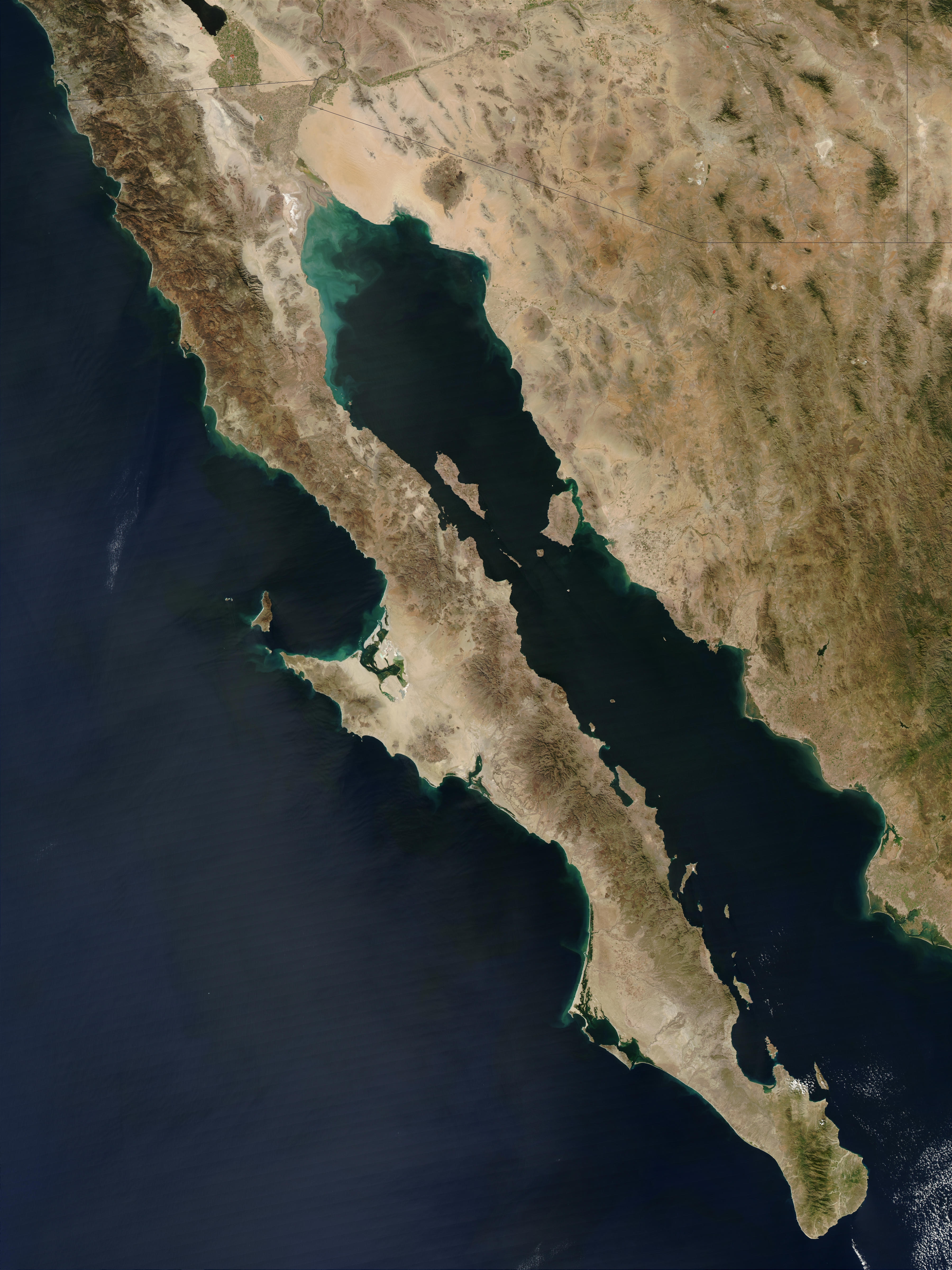
El Golfo de California (en el mapa), por la diversidad y abundancia de su vida marina, y la belleza de sus aguas ha sido denominado «El Acuario del Mundo».

El lugar donde tendrá lugar el envío de los cargueros de gas será el Golfo de California o también llamado Mar de Cortés, al que frecuentemente se le denomina «el acuario del mundo», es uno de los ecosistemas marinos más ricos y diversos del planeta. Reconocido por su extraordinaria biodiversidad, el golfo alberga una amplia gama de especies, incluyendo cetáceos, peces y otras formas de vida marina endémicas, y ha sido objeto de especial atención por parte de organismos internacionales como la UNESCO. La preservación de este entorno natural es crucial, ya que cualquier alteración significativa podría tener efectos irreversibles en la biodiversidad y en las comunidades locales que dependen de sus recursos.

### Orígenes
El origen del Proyecto Saguaro se remonta a la creciente necesidad, tanto en Estados Unidos como en México, de diversificar las rutas de exportación del gas natural licuado (GNL) y aprovechar la abundancia de gas de bajo costo proveniente de la Cuenca Pérmica. Iniciado por Mexico Pacific Limited, el proyecto se planteó como una solución para canalizar el gas excedente asociado a la producción petrolera en el Permian hacia mercados de alta demanda en Asia. Desde sus primeras etapas, Saguaro fue concebido con el objetivo de crear una terminal de GNL en la costa oeste de México, en Puerto Libertad, Sonora, que permitiera acortar significativamente la ruta de envío hacia Asia al evitar el tránsito por el Canal de Panamá. A lo largo de su desarrollo, el proyecto ha pasado por diversas fases de planificación y estudios de factibilidad —incluyendo un análisis preliminar y un Front End Engineering Design (FEED)— que han permitido ajustar su envergadura y estructura técnica.
La evolución del proyecto también se ha visto marcada por el contexto político y energético de la región, donde el impulso a la modernización de la infraestructura de exportación de gas ha sido un elemento clave en las políticas energéticas tanto de México como de Estados Unidos. Paralelamente, la firma de acuerdos de offtake a largo plazo con importantes compradores internacionales ha contribuido a respaldar la viabilidad comercial de Saguaro, a pesar de los desafíos regulatorios y las controversias en torno a sus posibles impactos ambientales y sociales. Hoy en día, Saguaro se encuentra en una fase previa a la decisión final de inversión (pre-FID);  sin embargo, hasta marzo de 2025, se tenían cinco demandas de amparo que impedían el inicio de las obras.

## Descripción del Proyecto

### Ubicación y alcance

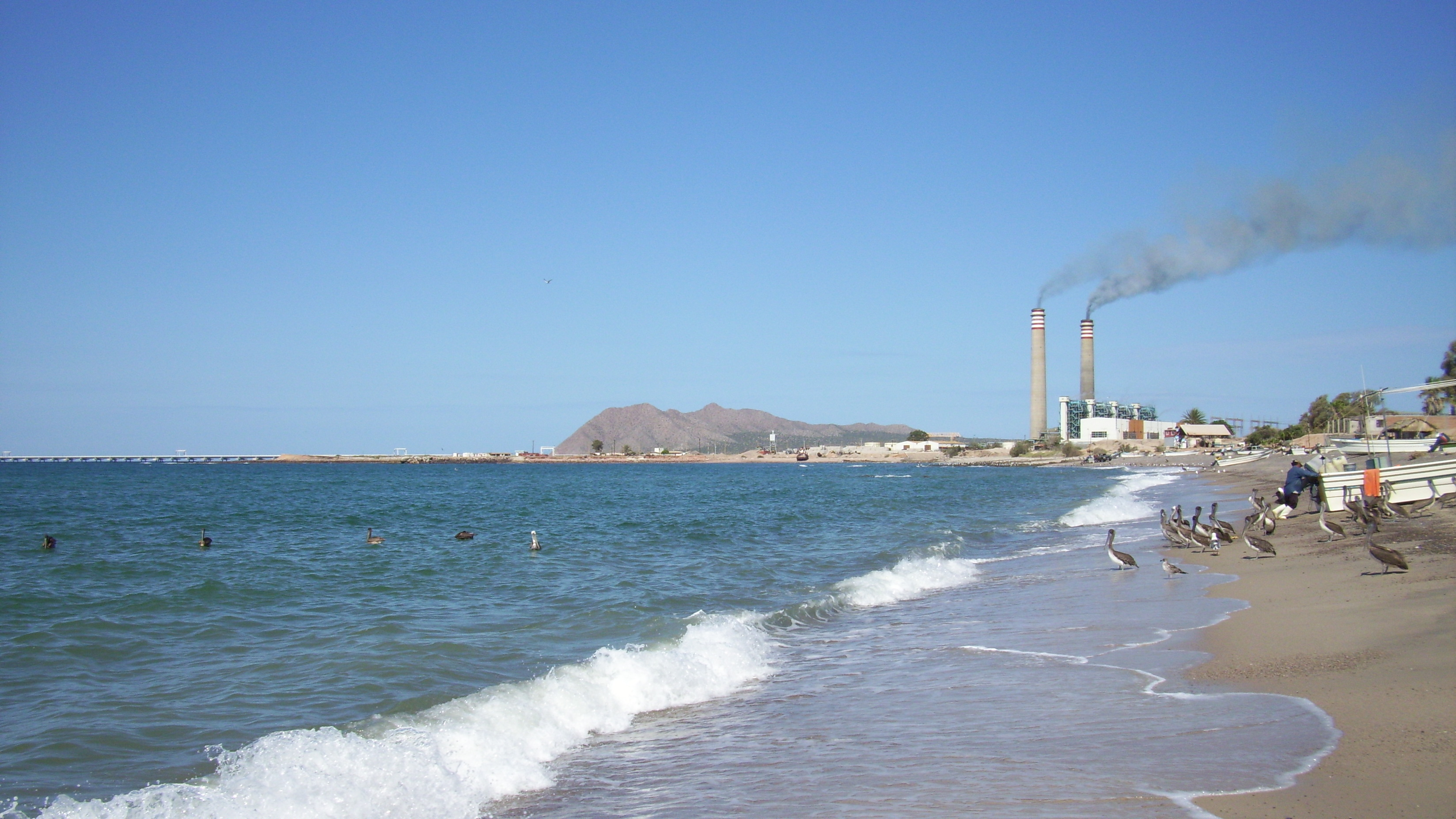
Puerto Libertad, Sonora (en la foto) sería el lugar donde se ubique la terminal de procesamiento de gas natural licuado.

El Proyecto Saguaro se ubica en Puerto Libertad, Sonora, México, en una zona estratégica que conecta directamente la abundante oferta de gas natural de bajo costo de la Cuenca Pérmica, en Texas, con los mercados asiáticos. Esta ubicación no solo permite acortar el trayecto marítimo—evitando el tránsito por el Canal de Panamá—sino que también reduce los costos logísticos y las emisiones asociadas al transporte, lo cual es fundamental para fortalecer la competitividad del GNL mexicano en el mercado internacional.

### Capacidad y componentes técnicos
En su fase inicial, Saguaro está diseñado para alcanzar una capacidad de 15 millones de toneladas por año (mtpa) de gas natural licuado, distribuidos en tres trenes de licuefacción con aproximadamente 5 mtpa cada uno. La planta incorpora tecnología avanzada de licuefacción, como la implementada a través del proceso «Optimized Cascade» de ConocoPhillips, que permite optimizar la eficiencia energética y reducir las emisiones durante la conversión del gas a estado líquido. El diseño modular del proyecto facilita futuras ampliaciones, ofreciendo flexibilidad para incrementar la capacidad de procesamiento conforme lo requiera el mercado.

### Infraestructura asociada
El proyecto no se limita a la terminal de licuefacción. Se acompaña de una red de infraestructura crítica para garantizar el suministro continuo de gas natural. Entre estos componentes se destacan el Saguaro Connector Pipeline, que conecta directamente la Cuenca Pérmica con la frontera estadounidense, y el Gasoducto Sierra Madre, que transportará el gas a lo largo de 800 kilómetros dentro de México hasta la terminal en Puerto Libertad. Esta infraestructura integrada asegura no solo la operatividad de la planta, sino también la eficiencia en la evacuación y exportación del GNL hacia mercados en Asia, consolidando al Proyecto Saguaro como un pilar en la estrategia energética de la región.

## Fases de desarrollo y cronograma
El desarrollo del Proyecto Saguaro se ha estructurado en dos fases. La etapa inicial contempla la construcción y puesta en marcha de tres trenes de licuefacción, con una capacidad combinada de 15 mtpa (aproximadamente 5 mtpa por tren). Durante esta fase, se establecerá la infraestructura básica, que incluye la terminal de GNL en Puerto Libertad y los gasoductos asociados (como el Saguaro Connector Pipeline y el Gasoducto Sierra Madre). Se espera que, tras la decisión final de inversión (FID), la planta inicie operaciones alrededor del año 2028.
Posteriormente, se prevé una ampliación del proyecto mediante la adición de tres trenes adicionales, lo que elevaría la capacidad total a 30 mtpa. Esta fase se implementará aprovechando la infraestructura ya instalada y ajustándose a la demanda creciente del mercado. La transición a esta fase dependerá de factores comerciales y de la evolución de los mercados internacionales de GNL.

## Impacto
El Proyecto Saguaro tiene el potencial de generar diversos efectos en el entorno, que se pueden agrupar en impactos ambientales, sociales y económicos. A continuación se describen cada uno de ellos:

### Ambiental

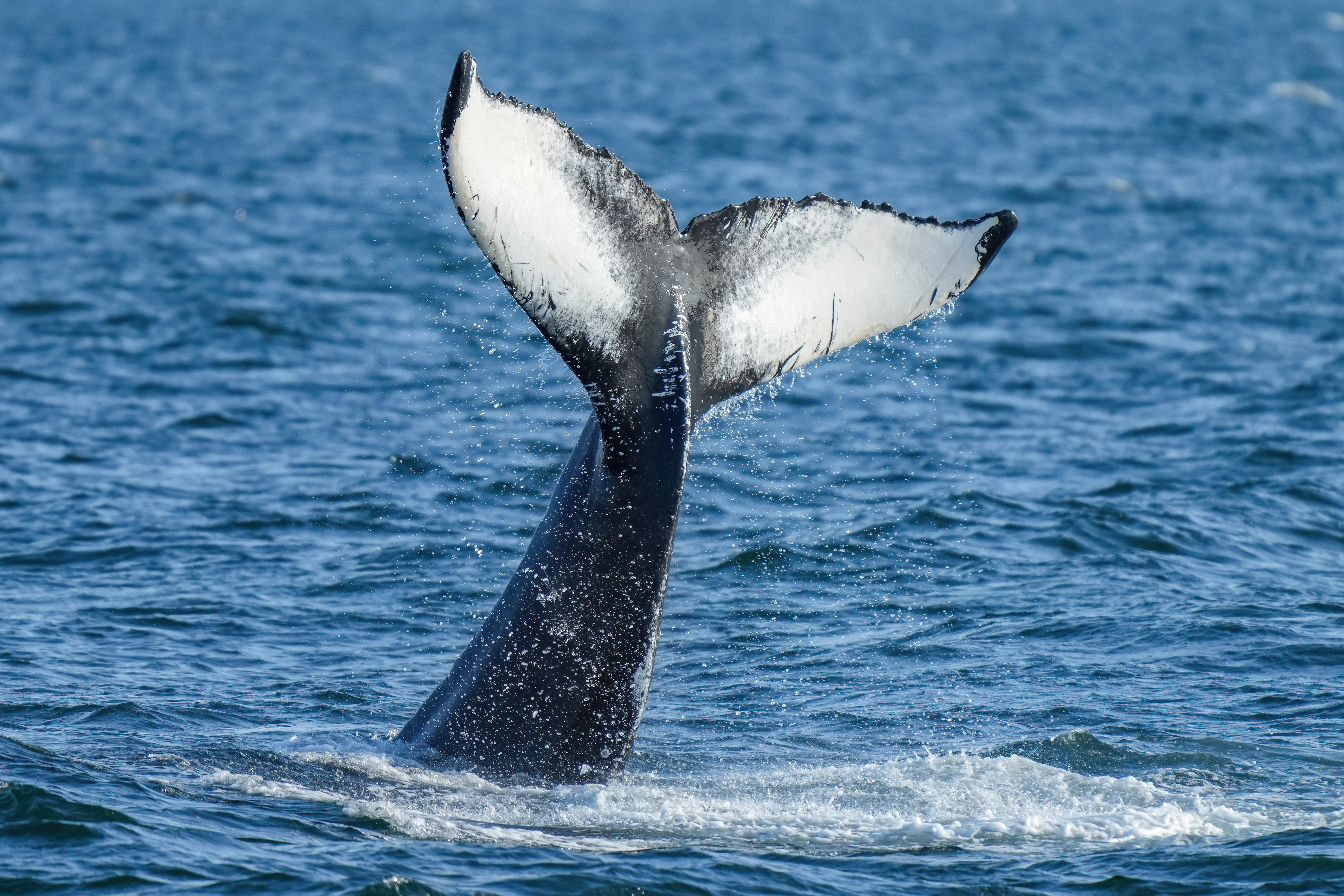
La ballena jorobada (en la foto) sería de los principales mamíferos acuáticos afectados por los buques.

La licuefacción y transporte del gas natural implican un consumo energético considerable y la posible emisión de gases de efecto invernadero, especialmente metano, un gas de potencial calorífico muy superior al del dióxido de carbono en períodos cortos. Aunque el proyecto se presenta con una ruta más corta y con tecnologías que buscan minimizar fugas, las operaciones continuas podrían comprometer los objetivos de mitigación climática a nivel regional y global. La terminal y la infraestructura asociada, al generar un incremento en el tráfico marítimo de buques metaneros —algunos de hasta 300 metros de eslora—, representan un riesgo para la fauna marina, en particular para especies de cetáceos y otras especies endémicas del Golfo de California. Se han expresado inquietudes acerca de la posibilidad de colisiones y perturbaciones acústicas que puedan alterar los patrones de comportamiento y reproducción en una zona reconocida por su alta biodiversidad. Los procesos de licuefacción y transporte pueden generar derrames o fugas que, en caso de ocurrir, afectarían no solo al aire y al agua, sino también a la calidad del suelo en zonas cercanas a la infraestructura, alterando los ecosistemas locales.

### Social y comunitario
La instalación de la terminal y la construcción de gasoductos pueden transformar el entorno y la dinámica de las comunidades pesqueras de Puerto Libertad y zonas colindantes. Mientras algunos sectores prevén beneficios en términos de empleo y desarrollo económico, otros expresan preocupación por la pérdida de recursos naturales, cambios en la pesca tradicional y la posible degradación del medio ambiente en que se sustentan las actividades cotidianas. Diversos grupos ambientalistas y organizaciones comunitarias han manifestado su oposición al proyecto, argumentando que su ejecución podría comprometer la integridad de áreas protegidas y patrimonios naturales, lo que a su vez genera un intenso debate sobre las prioridades en materia de desarrollo sostenible y seguridad energética. Un claro ejemplo de ello es el colectivo «Ballenas o gas» que busca concientizar sobre el impacto de esto en la sociedad mexicana e internacional, con manifestaciones multitudinarias y propaganda en redes sociales. Además, campañas contra las principales empresas que financian el proyecto, como Santander, han surgido en respuesta a su apoyo a este tipo de actividades que atentan contra el llamado «Acuario del mundo».

### Económico
Por un lado, el Proyecto Saguaro se proyecta como un motor de desarrollo económico, con una inversión multimillonaria y la creación de miles de empleos directos e indirectos, lo que podría impulsar la economía regional y consolidar a México como un importante exportador de GNL. No obstante, el proyecto enfrenta desafíos financieros y regulatorios. La dependencia de acuerdos de offtake (extracción) a largo plazo y la necesidad de asegurar inversiones significativas plantean riesgos para su viabilidad. Además, cualquier contratiempo ambiental o social podría traducirse en costos adicionales y afectar la percepción de los inversionistas en un mercado altamente competitivo y sujeto a fluctuaciones globales.

## Controversias y debates

La organización internacional Greenpeace (logo en la foto) junto con NRDC (Consejo para la Defensa de Recursos Naturales por sus siglas en inglés) han expresado su preocupación respecto al proyecto.

El Proyecto Saguaro ha generado intensos debates en diversos frentes, que abarcan desde preocupaciones ambientales hasta cuestionamientos sobre su viabilidad económica y social. Diversos grupos ambientalistas y organizaciones ecologistas han manifestado su oposición al proyecto, advirtiendo que la construcción y operación de la terminal de GNL, junto con la infraestructura asociada, podrían tener efectos devastadores sobre el Golfo de California. Se señalan riesgos de colisiones entre los enormes buques metaneros y especies marinas, alteraciones en los patrones de comportamiento de cetáceos y otros organismos, así como emisiones de gases de efecto invernadero que comprometerían los objetivos de mitigación climática. Estas preocupaciones han sido expresadas en comunicados y cartas abiertas por parte de organizaciones como Greenpeace y el NRDC (Consejo para la Defensa de Recursos Naturales en inglés), que califican al proyecto como una amenaza para un patrimonio natural declarado por la UNESCO.
Mientras algunos sectores destacan los beneficios económicos del proyecto —como la inversión multimillonaria, la generación de miles de empleos y la consolidación de México como un actor clave en la exportación de GNL—, otros advierten sobre la posible transformación negativa de comunidades pesqueras tradicionales. La dualidad entre desarrollo y preservación ambiental se ha convertido en el centro del debate público, poniendo en evidencia las tensiones entre intereses corporativos y la protección de recursos naturales y culturales.
La viabilidad financiera del proyecto también ha sido objeto de controversia. Los analistas señalan los desafíos inherentes a la obtención de inversiones significativas y la dependencia de acuerdos de offtake a largo plazo, lo que podría aumentar los riesgos ante fluctuaciones del mercado global de GNL. Además, el proyecto enfrenta litigios y retos regulatorios tanto en México como en Estados Unidos, especialmente en lo que respecta a la revisión de la infraestructura transfronteriza y los permisos ambientales, lo que añade incertidumbre al cronograma de ejecución.
Varios legisladores del país de diversos grupos parlamentarios han mostrado su preocupación respecto al proyecto. El senador Jorge Carlos Ramírez Marín, del Partido Verde Ecologista de México,  expuso en tribuna que se revisara «rigurosamente» el proyecto debido a las preocupaciones ambientales que genera al comentar que «México debe garantizar que cualquier desarrollo energético se haga con responsabilidad ambiental», además de expresar su preocupación por el Golfo de California y el cumplimiento de los Acuerdos de París a los que México se alineó. Por su parte Susana Zatarain García, del Partido Acción Nacional, recalcó la amenaza a la vida marina en del noreste de México, y aseguro que se necesitaba «estar unidos para enfrentar este poder económico que al final no va a traer un beneficio real para México», al mismo tiempo que lo calificó de «una sentencia de destrucción para uno de los ecosistemas más valiosos del mundo». Mientras que Rubén Moreira Valdez, del Partido Revolucionario Institucional, dijo que el proyecto «pone en peligro al Golfo de California» y tendría un impacto irreversible en la región, además de que «no toma en cuenta la conservación de especies como la ballena, la totoaba, ni la vaquita marina, que están en peligro de extinción». Al ser cuestionada sobre este tema, la presidenta de México, Claudia Sheinbaum, comentó que se encontraban revisando el tema con la Secretaría de Medio Ambiente y Recursos Naturales y que éstos serían quienes harían un análisis profundo del impacto ambiental para determinar su viabilidad.